# ألين تورنر
ألين تورنر (24 أكتوبر 1891 - 7 يناير 1961) (بالإنجليزية: Allen Turner)‏ هو لاعب كريكت بريطاني (وحمل سابقاً جنسية المملكة المتحدة لبريطانيا العظمى وأيرلندا).